# Robert Moser (Architekt)
Robert Moser (* 11. September 1833 in Baden AG; † 5. Dezember 1901 in Zürich) war ein Schweizer Architekt des Historismus.

## Leben
Der Sohn des Badener Steinsetzers und späteren Baumeisters Johann Moser und der Anna geb. Küfer studierte nach dem Besuch der Mittelschule in Aarau am Polytechnikum Karlsruhe Architektur, unter anderem bei Heinrich Hübsch und Friedrich Eisenlohr. Noch während des Studiums gewann er den Architektenwettbewerb für die Bezirksschule seiner Heimatstadt, den er – nach zwischenzeitlicher Anstellung in Neuenburg bei Alfred Rychner – 1855–57 errichten konnte.
Anschliessend ging Moser 1858–59 auf Studienreisen nach Frankreich, Belgien und Italien. Während dieser Reisen hatte er Kontakt zu Maximilian Nohl und Wilhelm Lübke.
Nach der Rückkehr mit eigenem Büro in Baden, baute er vor allem öffentliche Gebäude, unter anderem den Kursaal (1871–75), mehrere Strafanstalten (Basel 1860–64, Lenzburg 1864–66, Neuenburg 1868–70) und die Krankenanstalt in Aarau (1881–87). Für die Strafanstalten wurde Moser 1876 an der Centennial Exhibition in Philadelphia mit einer Bronze-Medaille ausgezeichnet.
Als sein Hauptwerk kann der von 1871 bis 1875 durchgeführte Bau des Kurhaus in Baden bezeichnet werden.
Im Dienste der Schweizerischen Gesellschaft für Erhaltung historischer Kunstdenkmäler restaurierte er u. a. die Klosterkirche Königsfelden und die Stiftskirche in Bad Zurzach.
Sein Sohn Karl Moser war ebenfalls Architekt.

## Werke
- Bezirksschule, heute Bezirksgebäude, in Baden AG, 1855–57
- Strafanstalt Schällemätteli in Basel, 1860–64[1]
- Strafanstalt in Lenzburg, 1864–66
- Strafanstalt in Neuenburg, 1868–70, Wettbewerbsgewinn, Ausführung durch Hans Rychner[2][3]
- Kurhaus in Baden, 1871–75
- Friedhofskapelle in Zofingen, 1871–72
- Erweiterung für das Gasthaus Blume in Baden, 1871–73
- Kurkapelle Bad Schinznach, 1880/81
- Kantonale Krankenanstalt, heute im Kantonsspital Aarau, 1881–87
- Restaurierung der Klosterkirche Königsfelden, bis 1894, mit Johann Christoph Kunkler
- Sommertheater in Baden, 1893–97
- Renovierung der Stiftskirche in Zurzach, 1901